# مارك بلوك
مارك ليوبولد بنجامين بلوك كان مارك ليوبولد بنيامين بلوخ (بالفرنسية: Marc Léopold Benjamin Bloch؛ 6 يوليو 1886 في ليون-16 يونيو 1944 في سانت ديدييه دو فورمان) مؤرخًا يهوديًا فرنسيًا للعصور الوسطى في فرنسا، ومؤسس مدرسة الحوليات في التاريخ المؤثرة للغاية في التاريخ الاجتماعي الفرنسي. كان بلوخ حداثيًا مثاليًا. قُتل على يد النازيين عندما كان عضوًا في حركة المقاومة الفرنسية.

## حياته
وُلد بلوخ في ليون بفرنسا والده هو جوستاف بلوخ، أستاذ التاريخ القديم، وأُمّه هي سارة إبشتاين. كان والده من ذرية أرييه ليب جينزبورغ. درس التاريخ والجغرافيا في المدرسة العليا للأساتذة (Ecole Normale Supérieure) في باريس بين عامي 1904 و1906، ثم درس لاحقًا في جامعة هومبولت في برلين وجامعة لايبزيغ.
خدم خلال الأعوام 1905-1907 في الجيش الفرنسي، ووصل إلى رتبة رقيب. خدم خلال الحرب العالمية الأولى في سلاح المشاة، ووصل إلى رتبة نقيب وحصل على وسام جوقة الشرف. في السنوات 1909-1912 حصل على أجر كجزء من منحة دراسية من مؤسسة تيير، وفي عام 1913 نشر مقالاته الأولى.
أكمل بلوخ الدكتوراه في عام 1920 بعد أن قدّم أطروحته "الملوك والأقنان" (Rois et Serfs)، حول تحرير ملوك فرنسا للأقنان. قام بالتدريس في جامعة ستراسبورغ، وفقط في عام 1936 عُيِّنَ أستاذًا للتاريخ الاقتصادي في جامعة السوربون بباريس، وأصبح أستاذاً كاملاً هناك في عام 1937.
جُنِّد بلوخ للجيش ثانيةً إثر الغزو الألماني لفرنسا، وتمّ تسريحُه بعد هزيمة الجيش الفرنسي. بعد الاحتلال النازي لشمال فرنسا، طُرد بلوخ من السوربون في عام 1940، بسبب يهوديته. بعد ثلاث سنوات التحق بجماعات المقاومة الفرنسية في ليون، حيث وصل إلى مرتبة رفيعة. في 8 مارس 1944، قبض عليه الجستابو وسُجِن وعُذب. أُعدِمَ في 16 يونيو في إحدى الغابات، على بعد 25 كيلومترًا شمال ليون، مع 29 عضوًا آخرين من عصابات المُقاومة.
في عام 1998، وبعد صراع طويل [2]، أُطلِقَ على جامعة العلوم الإنسانية والاجتماعية في ستراسبورغ اسم "جامعة مارك بلوخ". إلّا أنّهُ في عام 2009 أُدمجَت هذه الجامعة مع جامعة ستراسبورغ، وفقدت مكانتها كجامعة مستقلة.

## روابط خارجية
- مارك بلوك على موقع الموسوعة البريطانية (الإنجليزية)